# Cyrtodactylus majulah
Espèce
Cyrtodactylus majulah est une espèce de geckos de la famille des Gekkonidae.

## Répartition
Cette espèce se rencontre à Singapour et sur Pulau Bintan en Indonésie.

## Publication originale
- Grismer, Wood & Lim, 2012 : Cyrtodactylus majulah, a new species of bent-toed gecko (Reptilia: Squamata: Gekkonidae) from Singapore and the Riau Archipelago. The Raffles Bulletin of Zoology, vol. 60, n. 2, p. 487-499 (texte intégral).